# Kurt Stiefvater
Kurt Stiefvater (* 26. November 1923 in Freiburg im Breisgau; † 31. Januar 1971 in Mannheim) war ein deutscher Fußballspieler, der in der Saison 1948/49 mit dem süddeutschen Oberligisten VfR Mannheim die deutsche Fußballmeisterschaft gewonnen hat. Der zumeist als Halbstürmer im damals vorrangig praktizierten WM-System aktive Offensivspieler, absolvierte von 1945 bis 1956 für die Blau-Weiß-Roten vom Verein für Rasenspiele insgesamt 248 Verbandsspiele, in denen er 33 Tore in der erstklassigen Fußball-Oberliga Süd erzielte.

## Spielerkarriere

### Verein
Der als Kind mit seinen Eltern aus Freiburg nach Mannheim gekommene Kurt Stiefvater schloss sich bereits als Schüler der Jugendabteilung der Elf vom Stadion an den Brauereien, dem VfR Mannheim, an. Nach der Schule absolvierte er eine Lehre als Installateur und wurde im Zweiten Weltkrieg mit 17 Jahren zur Marine eingezogen. Er war als Signalgast auf einem Minensuchboot vor Skandinavien im Einsatz. Während dieser Zeit nahm er auch an Fußballspielen von Marineeinheiten teil. Aus der Gefangenschaft wurde er per Bahntransport nach Frankreich transportiert. In der Nähe von Ladenburg gelang ihm gemeinsam mit einem Freund der Absprung von dem Zug und die Flucht in seine Heimatstadt Mannheim. Der exzellente Dribbler und Chancen-Einfädler, hierzu ausgestattet mit herausragenden technischen Fähigkeiten, gehört deshalb bereits unmittelbar nach Ende des Zweiten Weltkriegs dem Spielerkreis des VfR an, mit dem die Rasensportler die Debütrunde 1945/46 in der süddeutschen Oberliga bestritten haben. Bei Zeilinger wird Stiefvater beim mit 1:3 verlorenen Lokalderby gegen Waldhof am 20. April 1946 in der Angriffsformation neben den Ex-Nationalspielern Karl Striebinger und Kurt Langenbein geführt. Bei der am 4. November 1945 beginnenden und am 14. Juli 1946 endenden Ligarunde mit 16 Vereinen belegten die Rasensportler den 14. Rang. Absteiger wären mit Phönix und dem KFV die zwei Klubs aus Karlsruhe gewesen, doch weil sie so exzellente Verbindungen zu den Militärbehörden besaßen und der US-Profi-Sport keine Absteiger kennt, blieben die Badener dank höherer Weisung in der ersten Liga und diese wurde auf 20 Teilnehmer aufgestockt. Am sechsten Spieltag der zweiten Oberligarunde 1946/47, am 3. November 1946, gelang den Blau-Weiß-Roten im Heimspiel gegen den späteren überlegenen Meister 1. FC Nürnberg ein 2:1-Erfolg. Stiefvater stürmte auf Rechtsaußen und die Tore für Mannheim erzielten Otto Bardorf und Striebinger. Der Lokalrivale Waldhof wurde hinter dem „Club“ in dieser Runde süddeutscher Vizemeister und die Rasensportler erreichten in der 20er-Staffel den 12. Rang. Im Angriff trat der VfR überwiegend mit den Stürmern Ludwig Altig, Stiefvater, Bardorf, Hans Wirthwein und Striebinger an.
Nachdem zur Saison 1947/48 mit Rudolf de la Vigne, Hermann Jöckel und Jakob Müller drei Spieler aus dem ehemaligen POW Camp 133 in Kanada zum VfR gekommen waren, der weitere „Kanadier“ Philipp Henninger bereits seit dem Jahr 1946 wieder bei seinem Heimatverein aktiv war, sich der Mannheimer Kurt Keuerleber auf der Stopperrolle durch überzeugende Leistungen festgespielt hatte und im Angriff sich mit Ernst Löttke ein weiterer Stürmer mit Torgefahr eingefunden hatte, waren mit dem Erreichen des achten Ranges in der 20er-Staffel – zwei Punkte Abstand zum fünften Tabellenrang – offenkundige Fortschritte bei den Rasenspielern zu erkennen. Stiefvater hatte in 31 Ligaspielen vier Tore erzielt.
Da zur Saison 1948/49 mit Ernst Langlotz ein dribbelstarker und torgefährlicher Stürmer – ebenfalls ein ehemaliges Camp 133-Mitglied aus Kanada – zur VfR-Elf kam, trugen die konditionellen Grundlagen des neuen Trainers Hans „Bumbas“ Schmidt schnell Früchte und die Blau-Weiß-Roten erspielten sich die Vizemeisterschaft im Süden. Halbstürmer Stiefvater hatte in 28 Ligaspielen sieben Tore erzielt. Am 7. November 1948 hatte er sich beim 1:0-Heimerfolg gegen Eintracht Frankfurt in der 20. Minute als Schütze des Siegtreffers ausgezeichnet. Im Sport-Magazin wurde dazu notiert: „Der spielentscheidende Treffer wurde von dem witzig und spritzig spielenden Stiefvater schon in der 20. Minute nach einem Alleingang erzielt.“ Seine weiteren Tore gelangen ihm beim 3:1 gegen den FSV Frankfurt, dem 6:2 gegen Ulm, der 1:2-Niederlage gegen den VfB Mühlburg, zwei Treffer steuerte er zum 4:1 gegen den VfB Stuttgart bei und am letzten Rundenspieltag, den 15. Mai 1949, trug er sich ebenfalls beim Heimremis von 1:1 gegen den FC Bayern München in die Torschützenliste ein. Zu der VfR-Stammformation um Torhüter Jöckel, dem Verteidigerpaar Rößling und Henninger, der Läuferreihe mit J. Müller, Keuerleber und Maier, sowie dem Angriff mit Bolleyer, Langlotz, Löttke, Stiefvater und de la Vigne zählten noch Altig und Senk. Mit einem 13er-Stamm hatte Trainer „Bumbas“ Schmidt den VfR im Süden zum Erfolg geführt. Überlegener Südmeister wurde aber Kickers Offenbach; die Elf von Trainer Paul Oßwald führte die Tabelle mit elf Punkten Vorsprung an.
In der Endrunde um die deutsche Meisterschaft traf der Vizemeister aus Süddeutschland am 12. Juni in Frankfurt am Main auf den favorisierten Nordmeister Hamburger SV. Im HSV-Angriff agierten mit Manfred Krüger, Heinz Werner, Edmund Adamkiewicz, Herbert Wojtkowiak und Erich Ebeling anerkannte Oberligagrößen. Die von Keuerleber wie gewohnt souverän angeführte VfR-Abwehr hielt die Norddeutschen aber in Schach und letztlich setzte sich der süddeutsche Vertreter überraschend deutlich mit 5:0 Toren durch. Bei Grüne ist dazu notiert: „Kurt Stiefvater hatte die Seele des HSV-Spiels, Heinz Spundflasche, jederzeit im Griff, und die Tore fielen in regelmäßigen Abständen.“ In der Zwischenrunde am 26. Juni trafen dann der Meister und Vizemeister aus dem Süden aufeinander. Die Offenbacher hatten aber zusätzlich ein Wiederholungsspiel am 19. Juni gegen Worms benötigt, um die Vorrunde erfolgreich zu überstehen. Vor 55.000 Zuschauern in der Schalker Glückauf-Kampfbahn stand bereits nach acht Minuten das Endergebnis fest: Mannheim schlug nach Toren von Löttke und de la Vigne den Südmeister mit 2:1 Toren. Damit standen die blau-weiß-roten Mannheimer im Finale, welches am 10. Juli im Stuttgarter Neckarstadion gegen den Westmeister Borussia Dortmund ausgetragen wurde. Trainer „Bumbas“ Schmidt vertraute auch im dritten Endrundenspiel auf die gleiche Formation. Vor 92.000 Zuschauern wurde das Endspiel in der Verlängerung mit dem Siegtor von Löttke zum 3:2 für Mannheim entschieden. Das Finale wurde bei tropischen Temperaturen ausgetragen und ging als legendäre „Hitzeschlacht“ in die Geschichte ein. Stürmerkollege de la Vigne erinnerte sich im VfR-Festbuch 1996: „Und als Langlotz dann das 2:2 geschossen hatte, die Verlängerung anstand, da wußten wir, wir haben die größeren Reserven. Noch heute sehe ich vor mir, wie Löttke nach der tollen Vorarbeit von Stiefvater das 3:2 schießt.“ Stiefvater und Kollegen hatten damit für den größten Erfolg des Mannheimer Fußballs überhaupt gesorgt.
Als amtierender Deutscher Meister belegte der VfR Mannheim 1949/50 im Süden den vierten Rang. Das genügte zum erneuten Einzug in die Endrunde, da diese 1950 mit 16 Mannschaften ausgespielt wurde. Stiefvater hatte an der Seite von Neuzugang Franz Islacker 21 Ligaspiele bestritten und zwei Tore für die Rasenspieler erzielt. In der Endrunden-Vorrunde traf der VfR am 21. Mai im Gladbecker Stadion vor 38.000 Zuschauern auf den Westmeister Borussia Dortmund. Der Finalgegner aus der „Hitzeschlacht“ in Stuttgart sann auf Revanche und ging auch in der 32. Minute durch einen Treffer von Edmond Kasperski mit 1:0 in Führung. Zwei Tore von „Bella“ de la Vigne und ein Treffer von Sturmtank Ernst Löttke entschieden die Partie aber auch in diesem Zusammentreffen für die Elf aus der Kurpfalz. Im Zwischenrundenspiel am 4. Juni im Frankfurter Waldstadion vor 40.000 Zuschauern scheiterten die Rasenspieler nicht zuletzt am Können von Fritz Herkenrath, dem herausragenden Torhüter des Westvizemeisters Preußen Dellbrück. Die Kölner entschieden das Spiel mit 2:1. In beiden Spielen hatte Stiefvater als Außenläufer mitgewirkt.
In der Serie 1955/56 erlebte der jetzt in die Defensive gerückte Spieler nochmals eine Runde mit seiner Mannschaft im Kampf um den Einzug in die Endrunde. Allerdings kam er beim Erreichen des dritten Tabellenplatzes nur noch in zwei Verbandsspielen zum Einsatz. Mittelstürmer Ernst-Otto Meyer hatte sich mit 30 Treffern die Torjägerkrone im Süden geholt. Das letzte Oberligaspiel absolvierte der Routinier am 11. März 1956 bei einer 2:3-Auswärtsniederlage bei der SpVgg Fürth, wo er als Verteidiger für den VfR auflief. Nach insgesamt 248 Oberligaspielen mit 33 Toren sowie fünf Endrundenspielen um die deutsche Meisterschaft endete im Sommer 1956 die höherklassige Laufbahn von Kurt Stiefvater.

### Auswahlmannschaft
Am 18. September 1949 vertrat der Halbstürmer Nordbaden im Wettbewerb des Länderpokals gegen die Auswahl von Pfalz/Rheinhessen (1:4), in deren Reihen die Brüder Fritz und Ottmar Walter stürmten. Nordbaden war im Angriff in der Besetzung mit Georg Herbold, Stiefvater, Paul Lipponer, Langlotz und de la Vigne angetreten. Vor dem Rückspiel der deutschen Fußballnationalmannschaft am 15. April 1951 in Zürich gegen die Schweiz, wurden zu Sichtungszwecken im März Repräsentativspiele von Regionalauswahlen durchgeführt. Beim 4:2-Erfolg von Süddeutschland am 18. März in Hamburg gegen Norddeutschland – unter anderem mit Herbert Burdenski, Hans Haferkamp, Josef Posipal, Heinz Spundflasche, Willi Schröder, Herbert Wojtkowiak – stürmte er zeitweise im Südangriff neben Georg Platzer, Lipponer, Horst Buhtz und Ernst Kunkel.

## Trainerkarriere
Stiefvater arbeitete bis zu seiner Krebserkrankung im Jahr 1968 in Mannheim bei der Firma BBC als Kontrolleur. Die ersten Trainererfahrungen sammelte er als Spielertrainer 1957/58 bei der SpVgg Fortuna Edingen, mit der er in der A-Klasse Meister wurde und den Aufstieg in die 2. Amateurliga Nordbaden erreichte. Er übte das Amt auch bei der SG Nußloch aus und war später noch Trainer beim SC Käfertal und dem SC Neckarstadt. Mit seiner Familie lebte er in Mannheim in der Soironstraße, in unmittelbarer Nähe vom alten VfR-Stadion an den Brauereien.

## Sonstiges
Er starb in seinem Stammlokal „Heinrichs Brücke“ am 31. Januar 1971 nach dem Kirchgang während des traditionellen sonntäglichen „Frühschoppens“. Er hinterließ Ehefrau und vier Kinder.
Am 11. Juli 2014 wurde von zwei Traditionsmannschaften des VfR Mannheim und Borussia Dortmund im Mannheimer Rhein-Neckar-Stadion ein „Jubiläumsspiel“ zum 65. Jahrestag des Endspiels um die Deutsche Meisterschaft 1949 ausgetragen. Als Schiedsrichter fungierte der Enkel von Kurt Stiefvater, Raphael Stiefvater.